# 與猶くるみ
與猶 くるみ（よなお くるみ、1992年12月1日 - ）は、日本のバドミントン選手。ヨネックス所属。バドミントン日本代表ナショナルAチームに選出されている。

## 選手経歴
小学2年生の時に「はりーあっぷジュニア」に入部。
2002年、全国小学生選手権（4年生以下の部）ダブルスで、峰歩美とのペアで準優勝。この後、峰とは高校までペアを組むことになる。
2004年、全国小学生選手権（6年生以下の部）女子ダブルスでベスト4。
2006年、刈谷東中学校2年の時、全国中学校大会で女子ダブルスベスト4。
2009年、岡崎城西高校2年の時、全日本ジュニア選手権でシングルスベスト4。ダブルスでは優勝を果たした。
2010年、高校3年の時、インターハイでダブルスベスト4。
社会人になってからは、福万尚子とペアを組む。
2015年、世界選手権で3位。
2016年、オリンピック選考最終大会のアジア選手権で優勝すれば、リオデジャネイロオリンピック出場が決定するところだったが、決勝で高橋礼華・松友美佐紀に敗れて準優勝に終わり、惜しくも出場を逃した。この大会の準決勝ではインドネシアペアと過去最長の159分を戦い、それに対してアジア連盟から特別賞が贈られた。
2017年にパートナーの福万と共にヨネックスへ移籍。

## 主な成績

### 国内大会
| 年   | 大会                     | 種目 | 成績 | Name                  |
| ---- | ------------------------ | ---- | ---- | --------------------- |
| 2011 | 日本ランキングサーキット | WD   | 3位  | 福万尚子 / 與猶くるみ |
| 2012 | 日本ランキングサーキット | WD   | 優勝 | 福万尚子 / 與猶くるみ |
| 2013 | 全日本社会人選手権       | WD   | 3位  | 福万尚子 / 與猶くるみ |
| 2014 | 全日本社会人選手権       | WD   | 3位  | 福万尚子 / 與猶くるみ |
| 2014 | 全日本総合選手権         | WD   | 優勝 | 福万尚子 / 與猶くるみ |

### 国際大会
| 年   | 大会                                         | 種目 | 成績   | Name                  |
| ---- | -------------------------------------------- | ---- | ------ | --------------------- |
| 2011 | ニュージーランドインターナショナルチャレンジ | WD   | 3位    | 福万尚子 / 與猶くるみ |
| 2011 | マレーシアインターナショナルチャレンジ       | WD   | 優勝   | 福万尚子 / 與猶くるみ |
| 2012 | 大阪インターナショナルチャレンジ             | WD   | 準優勝 | 福万尚子 / 與猶くるみ |
| 2012 | モルディブインターナショナルチャレンジ       | WD   | 優勝   | 福万尚子 / 與猶くるみ |
| 2012 | スコットランドインターナショナルチャレンジ   | WS   | 3位    | 與猶くるみ            |
| 2012 | スコットランドインターナショナルチャレンジ   | WD   | 優勝   | 福万尚子 / 與猶くるみ |
| 2014 | シンガポールインターナショナルシリーズ       | WD   | 優勝   | 福万尚子 / 與猶くるみ |
| 2014 | USAインターナショナル                        | WD   | 優勝   | 福万尚子 / 與猶くるみ |
| 2015 | マレーシアマスターズ                         | WD   | 準優勝 | 福万尚子 / 與猶くるみ |
| 2015 | USオープン                                   | WD   | 3位    | 福万尚子 / 與猶くるみ |
| 2015 | 世界選手権                                   | WD   | 3位    | 福万尚子 / 與猶くるみ |
| 2016 | アジア選手権                                 | WD   | 準優勝 | 福万尚子 / 與猶くるみ |